# Полоз-елаф
Елаф, Полоз-елаф (Elaphe) — рід змій з родини Полозові (Colubridae).

## Таксономія
У складі роду розрізняють 11 видів.
Інша назва роду — «полоз, що лазить».
Типовий вид роду — Elaphe quatuorlineata.

## Опис
Загальна довжина представників цього роду досягає 250 см. Зуби на верхній щелепі розташовуються у вигляді безперервного рядку і мають однаковий розмір. Їх число коливається від 12 до 22. Передні нижньощелепні зуби довше інших. Голова має квадратну форму та явно відокремлена від тулуба. Зіниці круглі. Підхвостові щитки розташовані двома рядками. Луска гладенька або зі слабко вираженими реберцями. Бічні краї лобного щитка прямі. Черево дуже пласке.

## Спосіб життя
Полюбляють аридні ландшафти, тропічні ліси. Низка видів живе лише на деревах. Харчуються ящірками, гризунами, дрібними птахами. Здобич здавлювають кільцями тулуба.
Це яйцекладні змії. Самиці відкладають до 10—12 яєць. Лише один вид яйцеживородний (полоз червоноспинний).

## Розповсюдження
Мешкають у материковій й острівній Азії, південній та центральній Європі.

## Види
- Elaphe anomala
- Полоз двоплямистий (Elaphe bimaculata)
- Elaphe cantoris
- Elaphe carinata
- Полоз острівний (Elaphe climacophora)
- Elaphe davidi
- Полоз візерунковий (Elaphe dione)
- Elaphe hodgsoni
- Elaphe moellendorffi
- Полоз малолускатий (Elaphe quadrivirgata)
- Полоз чотирилінійний (Elaphe quatuorlineata)
- Полоз червоноспинний (Elaphe rufodorsata)
- Полоз сарматський (Elaphe sauromates)
- Полоз Шренка (Elaphe schrenckii)
- Elaphe taeniura
- Elaphe urartica
- Elaphe zoigeensis
- Elaphe xiphodonta